# Distretto di Samandağ
Il distretto di Samandağ (in turco Samandağ ilçesi) è uno dei distretti della provincia di Hatay, in Turchia.
| Controllo di autorità | VIAF (EN) 149034715 · LCCN (EN) n88207386 · J9U (EN, HE) 987007567483005171 |